# Galéran Ier de Meulan

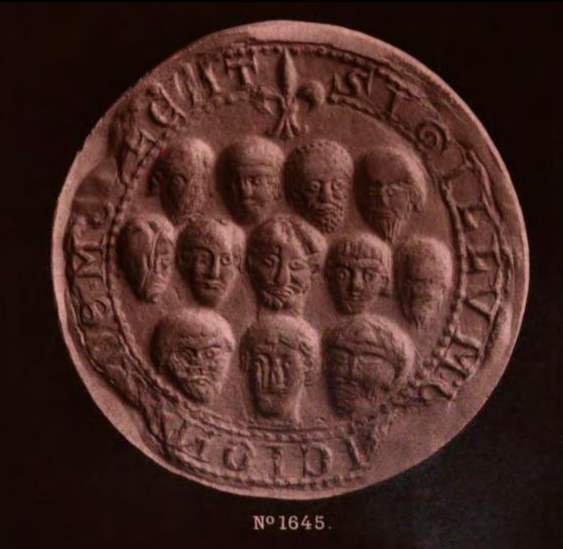
Sceau de Meulan.

 (janvier 2024).
Si vous disposez d'ouvrages ou d'articles de référence ou si vous connaissez des sites web de qualité traitant du thème abordé ici, merci de compléter l'article en donnant les références utiles à sa vérifiabilité et en les liant à la section « Notes et références ».
Galéran Ier ou Valéran Ier fut l'un des premiers vicomte de Meulan, dans la seconde moitié du Xe siècle.

## Biographie
Il est, semble-t-il, issu de la famille des vicomtes de Chartres. Cette famille fut probablement chassée de Chartres à la fin des années 950.
Il semble avoir épousé après octobre 947 Lietgarde, vicomtesse de Mantes et de Meulan, et veuve de Raoul II, comte de Vexin, d'Amiens et de Valois. D'après certains historiens, il aurait gouverné ces trois comtés pendant la minorité de Gautier Ier de Vexin, mais cette hypothèse est en fait erronée, Gautier étant le frère cadet de Raoul II et non son fils, et par ailleurs né vers 920-925, donc âgé d'au moins vingt ans lors du mariage de Galéran avec Lietgarde.
L'histoire n'a retenu qu'un seul fils de son mariage avec Lietgarde, Galéran II, qui lui succéda à Meulan. La vicomté de Mantes revint au comté de Vexin et l'on peut supposer qu'il s'agissait d'un douaire constitué en faveur de Lietgarde.
Galéran Ier est mort un 11 novembre, mais les historiens hésitent à propos de l'année, qui pourrait être 985, 986 ou 987. Sa veuve mourut un 12 novembre, en 990 ou en 991.